# 雅娜·蒂梅
雅娜·蒂梅（德語：Jana Thieme，1970年7月6日—），德国女子赛艇运动员。她曾代表德国参加1996年和2000年夏季奥林匹克运动会赛艇比赛，其中2000年奥运会获得一枚金牌。